# Noord (Rwanda)
De Province du Nord (Nederlands: Noordelijke Provincie, Kinyarwanda: Intara y'Amajyaruguru) is een van de vijf provincies van Rwanda en ligt in het centraalnoorden van dat land. De hoofdstad van de provincie is Byumba. De provincie werd gecreëerd op 1 januari 2006 toen de provincies Rwanda hervormd werden van twaalf tot vijf.

## Grenzen
De provincie Nord grenst aan twee buurlanden van Rwanda:
- De regio Western van Oeganda in het noorden.
- De provincie Noord-Kivu van Congo-Kinshasa in het noordwesten.

En verder aan de vier overige provincies van het land:
- Est in het oosten.
- Kigali in het zuidoosten.
- Sud in het zuiden.
- Ouest in het zuidwesten.

## Districten
De provincie bestaat uit vijf districten:
- Burera
- Gakenke
- Gicumbi
- Musanze
- Rulindo

Oost · Kigali · Noord · Zuid · West